# پرسی لینزدیل
پرسی لینزدیل (عربی: بيرسي لينزديل؛ زادهٔ ۱ ژوئیهٔ ۱۹۲۸) بازیکن فوتبال بریتانیایی‌تبار اهل عراق بود.
از باشگاه‌هایی که در آن بازی کرده‌است می‌توان به باشگاه ورزشی المینا اشاره کرد.
وی همچنین در تیم ملی فوتبال عراق بازی کرده‌است.